# Agim Sopi
 (octobre 2012).
Si vous disposez d'ouvrages ou d'articles de référence ou si vous connaissez des sites web de qualité traitant du thème abordé ici, merci de compléter l'article en donnant les références utiles à sa vérifiabilité et en les liant à la section « Notes et références ».
Pour les articles homonymes, voir Sopi.
Agim Sopi est un réalisateur albanais kosovar né en 1956 à Ferizaj. Il est principalement connu en Amérique et les pays albanophones. Diplômé de l'université de Zagreb, il a réalisé Njeriu prej sheu (L'Homme de Terre) en 1984 et Anatema en 2006. Il a réalisé beaucoup de projets pour de nombreux films ; il est également connu dans le monde de la télévision et du théâtre, en contribuant à l'ouverture du Théâtre national de Kosovo et d'autres théâtres du Kosovo.

## Filmographie
- 1981 : L'Accueil (Pritja), documentaire
- 1982 : Pelerina, film artistique
- 1984 : L'Homme de la Terre (Njeriu prej dheu), film artistique
- 1988 : Une fleur d'amour (Lulepjeshkat e dashurisë), drame
- 1990 : La Tour (Kulla), drame
- 1999 : Au-delà de la mort (Përtej vdekjes), film
- 2000 : L'Automne des roses (Vjeshta e trëndafileve), film artistique
- 2006 : Anatema, film artistique / drame